# فرن لافح

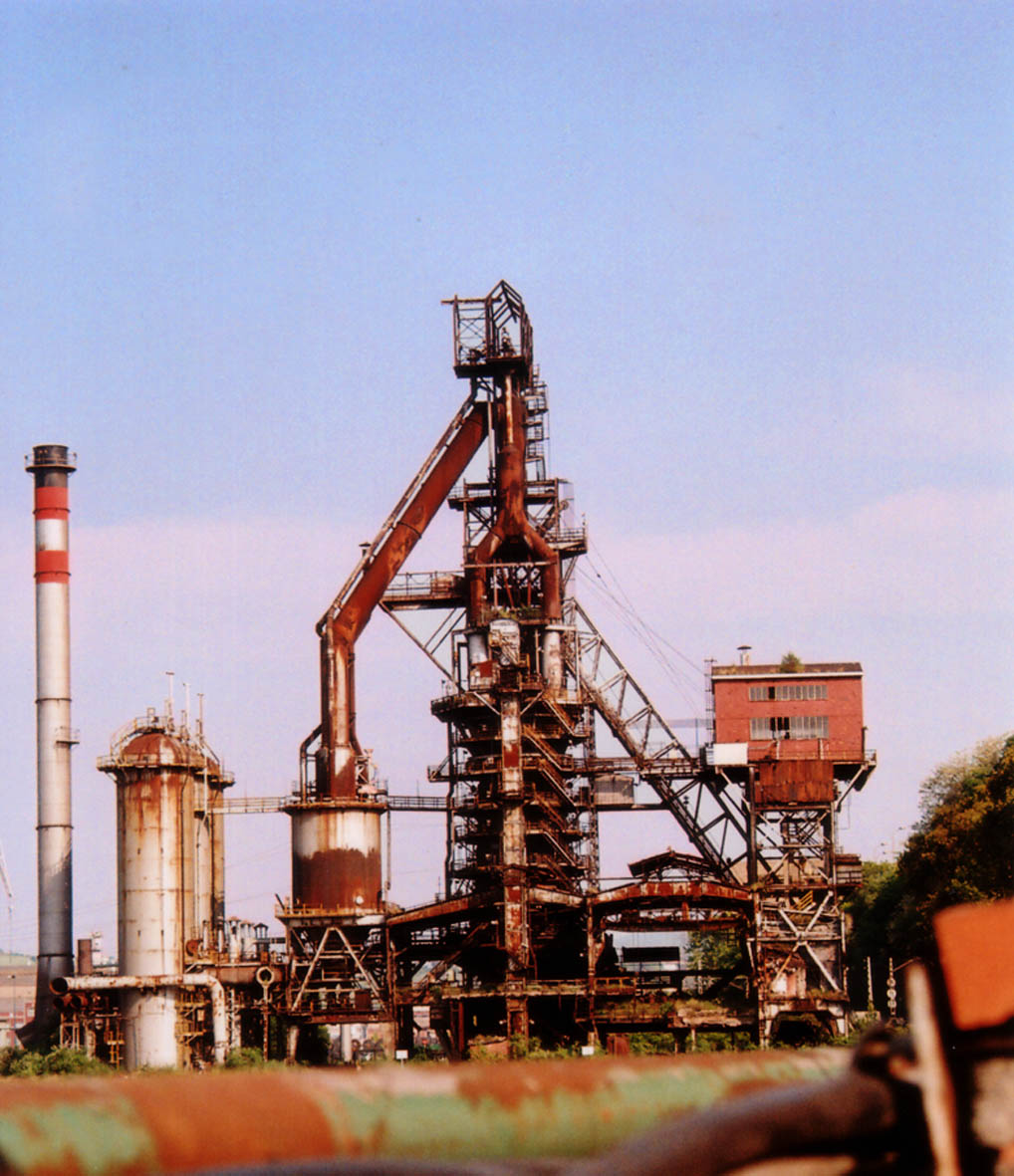
فرن لافح في سستاو، إسبانيا. الفرن الفعلي هو داخل المنشأ المعدني الأوسط.

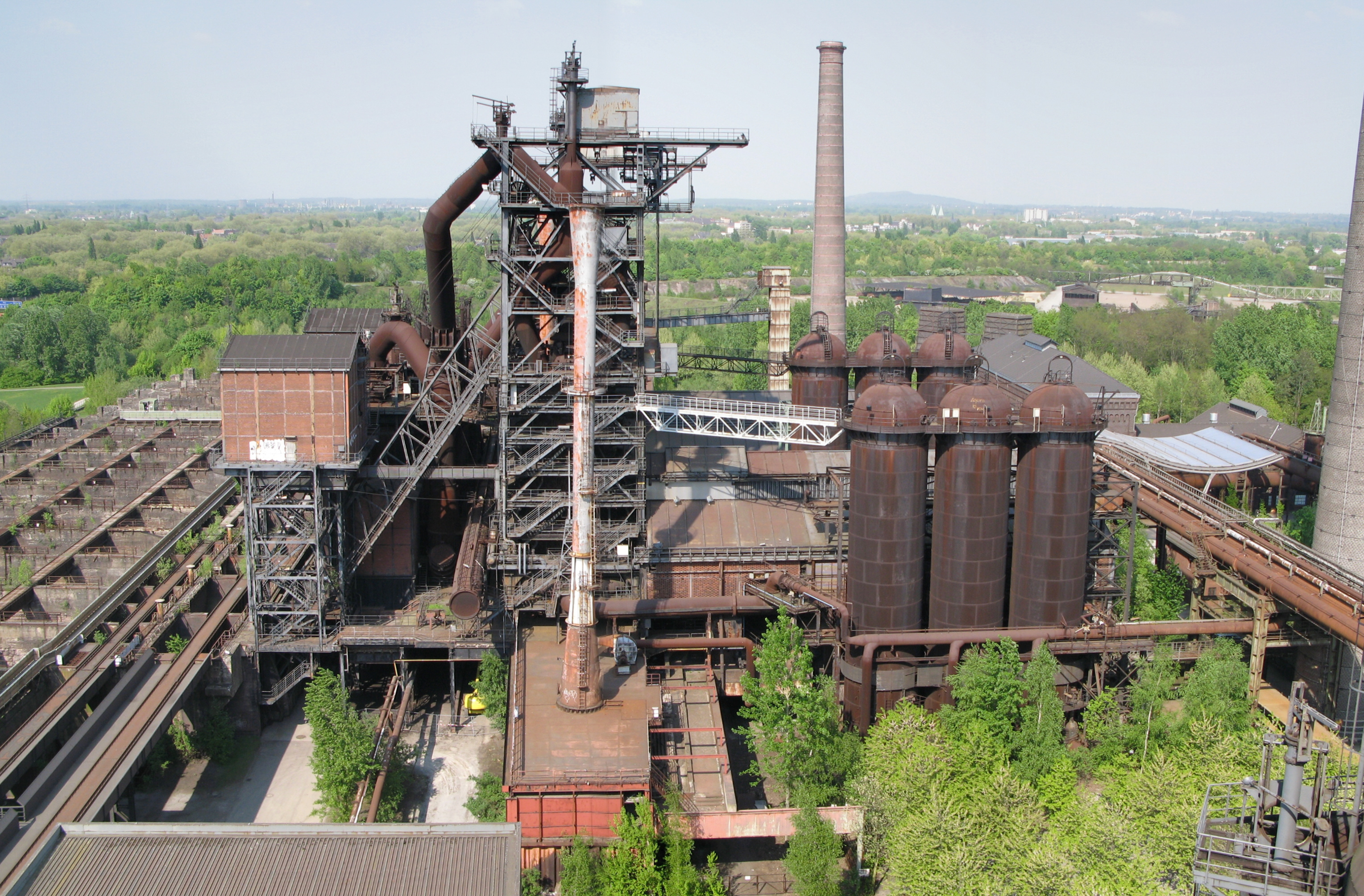
فرن عالي بألمانيا
أجزاء البناء من اليسار إلى اليمين : مخازن المواد الأولية، مبنى الهواء ، أنابيب الغاز الناتج ومرشح الغبار خلف الرافعة المائلة لتموين الفرن من أعلى، الفرن العالي ، ورشة تسريب الحديد (البزل) ، أبراج تسخين الهواء.

الفرن اللافح أو الفرن العالي أو فرن الصَهْر هو فرن لاختزال أو استخلاص الفلزات من خاماتها. يستخدم بصفة أساسية لإنتاج الحديد والصلب كما يستخدم لغيرها من الفلزات.
الفرن اللافح يسمى أيضا في مصر ب""الفرن العالى "" كما يسمي أيضا ""فرن السفع الهوائى"" لأنه يتميز بهيكل ضخم عال بخلاف الأفران الصناعية والميتالورجية الأخرى وهي تسمية شكلية. قد يصل ارتفاعه الفرن العالي نحو 30 متر. التسمية الأولى الموافق عليها أيضا من مجمع اللغة العربية بالقاهرة أدق وأفضل لأنها تسمية وظيفية حيث تختزل الخامات باستخدام تيار من غازات مختزلة (بكسر الزاي) تلفح كتل الخام داخل الفرن. ورغم ذلك فإنه بالألمانية يسمى أيضا «الفرن العالي».
الفرن العالي هو نوع من أفران الصناعات المعدنية المستعمل لعملية صهر الفلزات، وعموماً الحديد.
في الفرن اللافح، يتم امداد الوقود في صورة الفحم الحجري وحديد خام بصفة مستمرة من أعلى الفرن. بينما يـُنفخ الهواء (أحياناً مدعوم بأكسجين اضافي) في قاع الفرن، لكي تحدث التفاعلات الكيميائية في جميع أنحاء الفرن بينما المواد تتحرك للأسفل. المنتجات النهائية هي عادة معدن مصهور وخبث تسحب من أسفل الفرن، وغازات العادم تخرج من أعلى الفرن.
الأفران اللافحة تتناقض في أسلوب التسخين مع الأفران الهوائية (مثل الأفران العاكسة)، التي تنقل الغازات الساخنة في أنبوب المدخنة بواسطة الحمل الحراري. وحسب هذا التعريف العريض bloomery للحديد، blowing house للقصدير وsmelt mill للرصاص يـُصنـَفوا على أنهم أفران لافحة. إلا أن، التعبير قد اقتصر مؤخراً على الأفران المستخدمة لصهر خام الحديد لإنتاج حديد غفل، وهي مادة وسيطة تستخدم في إنتاج الحديد والصلب التجاريين.
بعض الأفران المعاصرة المستخدمة لعمليات صهر الفلزات غير الحديدية تـُعرف كذلك بالأفران اللافحة، ويحدث ذلك بالتحديد في إنتاج الرصاص والنحاس. إلا أن هذه المقالة (فيما عدا آخر جزء) ستركز على الأفران المستخدمة في إنتاج الحديد الغفل.

## مقدمة

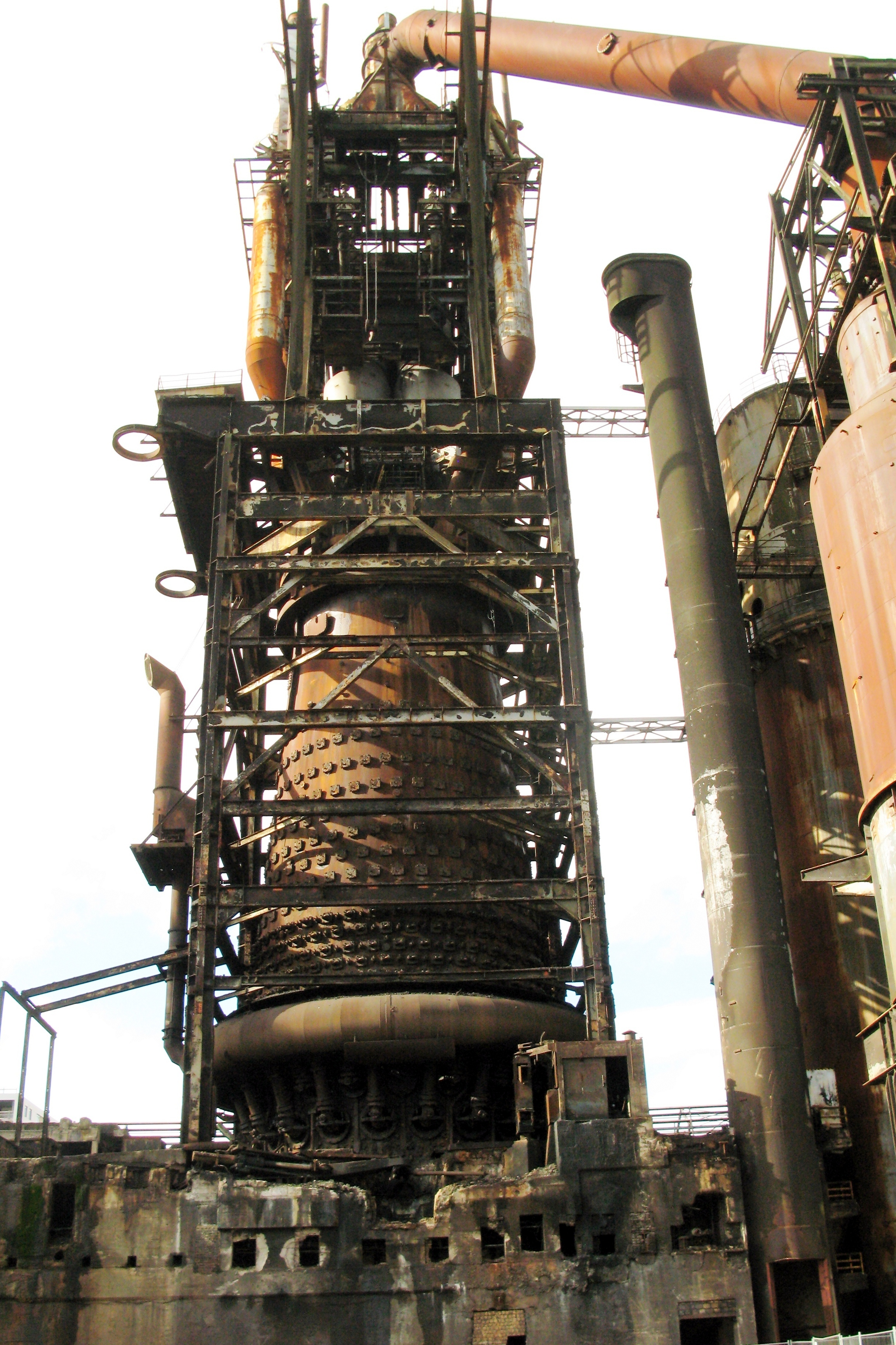
الفرن العالي ب لشركة إميل بلوكسمبورج.

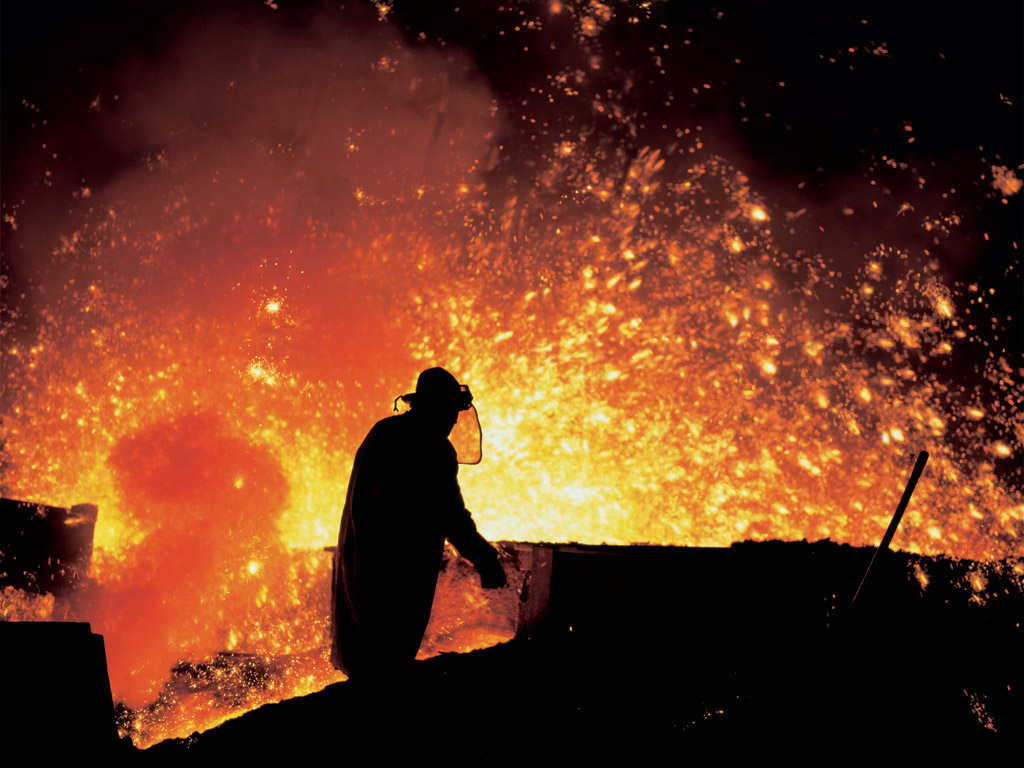
بزل الحديد المصهور في أحد مصانع التشيك.

يتكون مجمع الفرن الافح لإنتاج الحديد الغفل من عدة بنايات التي تساعد على استمرار عملية الإنتاج. منها مخزن المواد الأولية من خام الحديد والمواد المضافة، ومخزن فحم الكوك لتشغيل الفرن ويوصلا بأنابيب لنقل تلك المواد إلي قمة الفرن. كما تستخدم منشآت أخرى لجمع الغاز المتكون في قمة الفرن، ومنشآت لضخ الهواء الساخن في المنطقة الوسطية للفرع وأخرى لإخراج والحديد الغفل الناتج وخبث الحديد عند قاع الفرن.
من الإضافات المستخدمة في إنتاج الحديد ثنائي أكسيد السيليكون (رمل الكوارز) والجير (أكسيد الكالسيوم) وغيرها فهي تعمل على فصل المواد غير المرغوب فيها من الحديد وتكوين خبث منها، وهي تخفض في نفس الوقت من درجة انصهار الحديد.
يوزع فحم الكوك على طبقات وهو يمد الفرن بالحرارة وهو في نفس الوقت عامل اختزال (أي نزع الأكسجين من الحديد الخام). كما تقوم عدة نفاثات بمد الفرن بالهواء الساخن اللازم لاحتراق فحم الكوك وبالتالي الأكسجين.
الحديد الغفل الناتج من الفرن العالي يمر بعملية «تنظيف» لانتزاع جزء من الكربون ومعظم الفسفور والكبريت من الحديد الناتج. بعد ذلك فإما يصبح الناتج حديد زهر أو يعامل ويحول إلى عدة أنواع من الحديد الصلب (الفولاذ). كما أن خبث الحديد والغازات الناتجة من الفرن العالي تعتبر ذات قيمة، حيث تستخدم بعد معالجتها لإنتاج مواد بناء وغاز لإنتاج الطاقة.
تطورت تقنية الفرن العالي عبر نحو 5000 سنة، حيث بدأ الإنسان القديم باستخدام الفحم النباتي في كور، ثم ضح الهواء فيها منذ نحو 3000 سنة واستخدام مجمرات الفرن حتى مطلع القرن 18 حيث بدأ استخدام فحم الكوك، ثم ضخ الهواء الساخن أبتداء من 1828 .
ينتج الفرن الافح الحديد الغفل الذي يحتوي عادةً على نسبة كربون أعلى من 1.2% ، مما يجعله هشاً (حديد زهر). وللحصول على الحديد الصلب والأنواع الأخرى من الحديد المطاوع، تجرى إحدى الطرق التالية لخفض نسبة الكربون في الحديد والتي تسبب هشاشته، وكذلك لإضافة مواد أخرى تعطي الناتج مواصفات مطلوبة: فرن أكسجين قاعدي، طريقة بسمر، فرن القوس الكهربي.

## التسمية
التعريفات حسب مجمع اللغة العربية بالقاهرة (تم البحث من خلال محرك البحث في صفحة المجمع):
- (1)الفرن اللافح: فرن يستخدم لاستخراج الحديد من خاماته يتم فيه صهر الخامات بإمرار تيار من الهواء الساخن يندفع من قاعدته إلى قمته.
- (2)الفرن اللافح: فرن أسطوانى الشكل يسخن بتيار من الهواء الشديد السخونة الذي يدخل من فتحة في قاعه، ومن أمثلته الفرن العالى المستعمل في صهر خامات الحديد
- (3)الفرن العالى: فرن يستعمل في صناعة الحَدِيد، فيه يسخن خليط من خام الحَدِيد والفحم والحجر الجيري بواسطة تيار من الهواء الساخن، فيختزل الخام إلى حَدِيد مصهور.

يتضح من هذه التعريفات أن مصطلح الفرن العالى يخص صناعة الحديد فقط دون غيرها من الصناعات الاستخلاصية.

## تاريخ

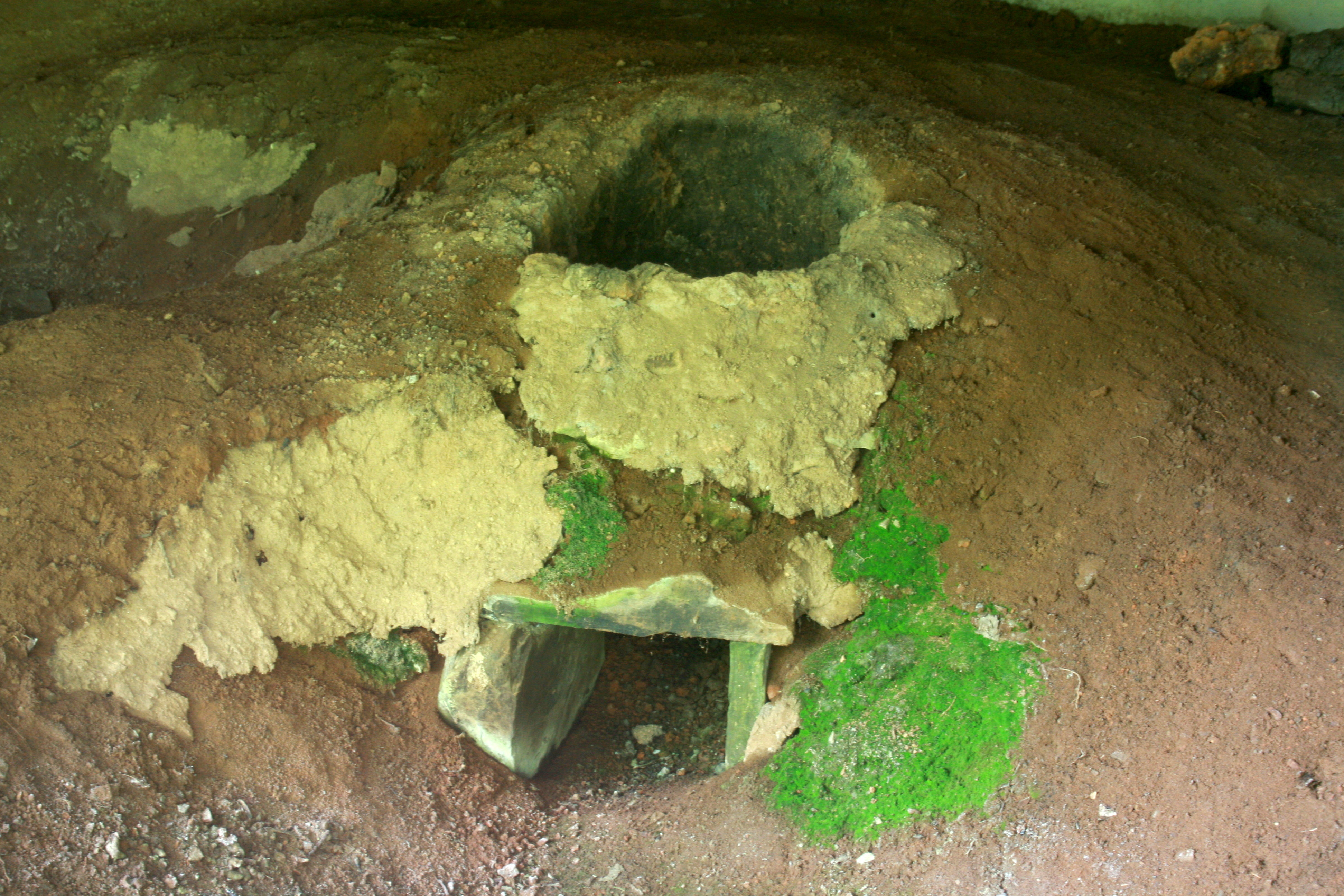
مجمرة حديد من العصور الوسطى (القرن 13) يبلغ ارتفاعه 1 متر.

تواجدت الأفران العالية في الصين منذ القرن الخامس قبل الميلاد، وفي الغرب منذ أواخر العصور الوسطى. فقد انتشروا من المنطقة المحيطة بنامور في بلجيكا في أواخر القرن الخامس عشر. ودخلت انجلترة في 1491. الوقود المستخدم في تلك الأفران كان على الدوام الفحم. الاستبدال الناجح للفحم بفحم الكوك يـُنسـَب إلى أبراهام داربي في 1709. فعالية العملية تحسنت أكثر باتباع التسخين المسبق للفرن، والذي صدرت به براءة اختراع لصالح جيمس بومونت نيلسون في 1828.
ويجب تمييز الفرن العالي من فرن bloomery في كون الغرض من الفرن العالي هو إنتاج
معدن مصهور يمكن صبه من الفرن، بينما الغرض من bloomery هو تجنب الانصهار لكي لا يذوب الكربون في الحديد. Bloomeries كان يتم النفخ فيهم اصطناعياً باستخدام منافيخ، إلا أن تعبير 'فرن لافح' عادة ما يخص الأفران التي يـُستخلص فيها الحديد (أو معادن أخرى) من خامه.

## تصميم الفرن العالي

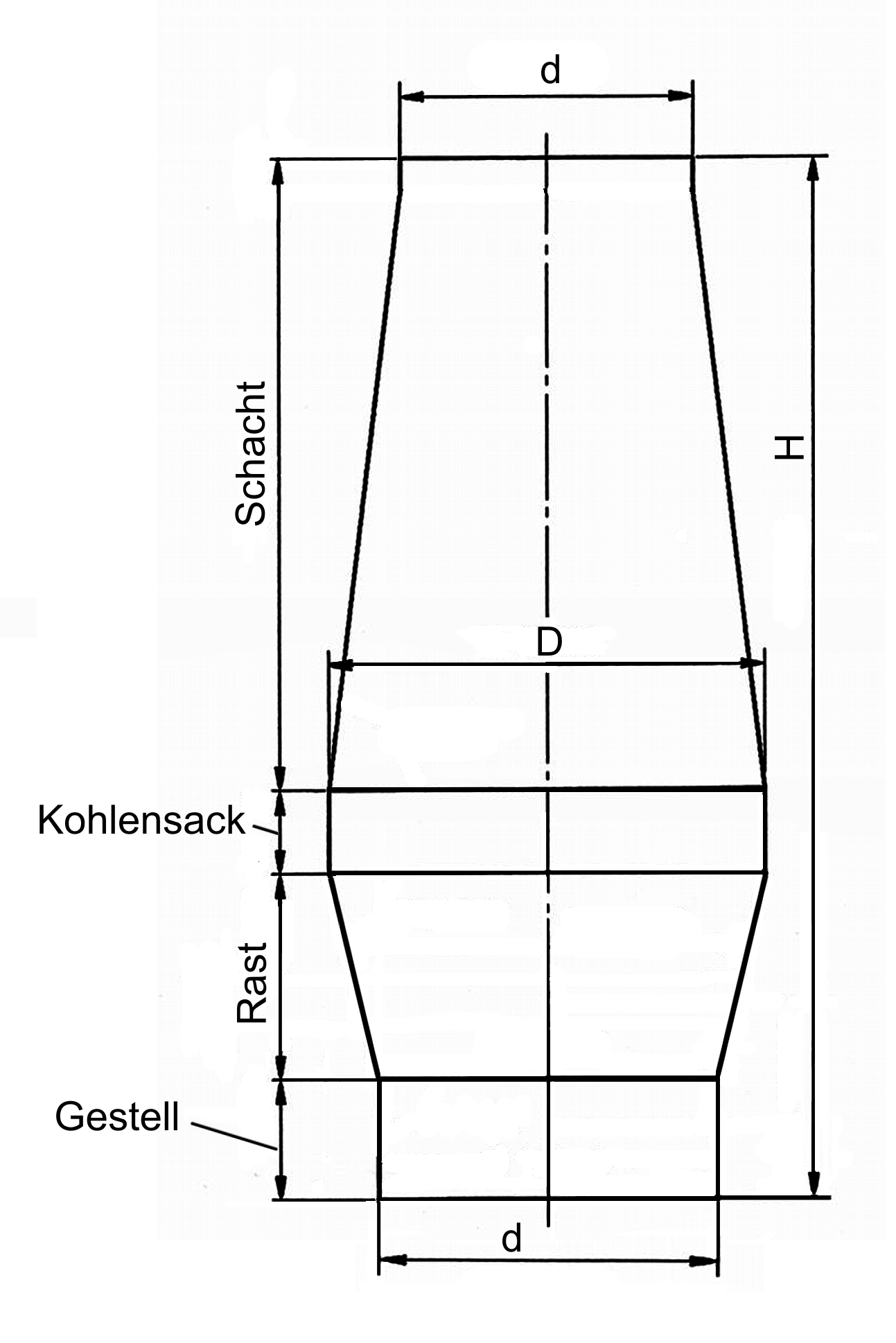
التصميم الأساسي للفرن العالي.

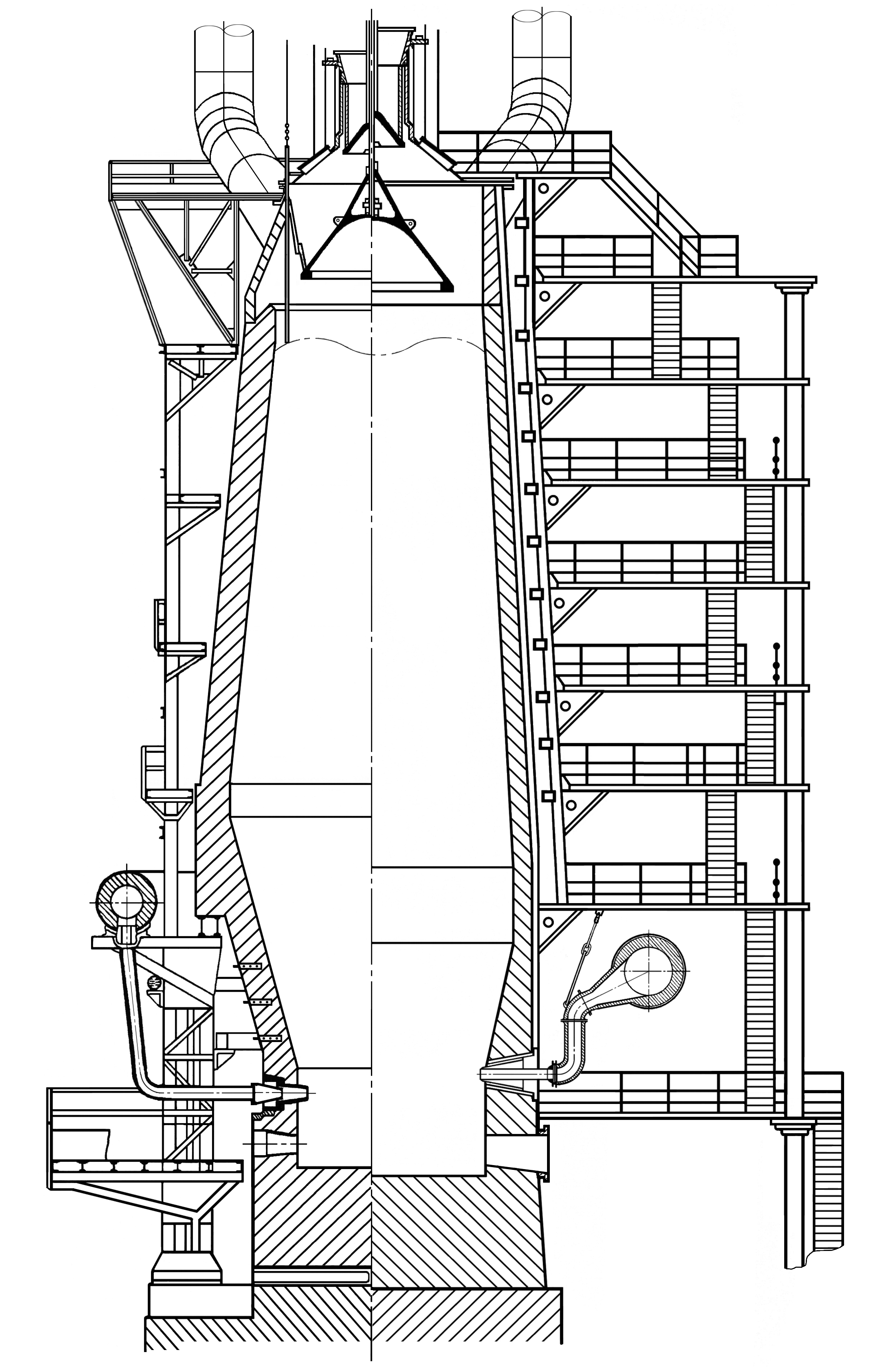
بنية فرن عالي:
يسار: بالحلقة الحاملة وأعمدة الحمل
يمين: „فرن عالي منتصب حرا“ مع تجهيزاته من معدات.

يشابه الفرن اللافح شكل المدخنة الكبيرة حيث يستغل الحمل الحراري الطبيعي في المرور فيما بين المواد الخام التي يزود بها من أعلى. ويعتمد ارتفاع قلب الفرن على قدرته الإنتاجية وقد يصل ارتفاعه إلى نحو 30 متر. ويكون الجزء العلوي منه شكل القمع وهو يمثل 3/5 الفرن. .
مثبت فيه حلقة قصيرة عند أقصى اتساع للفرن، وهو يسمى وعاء الفحم. تحت الحلقة المحتوية على الفحم يوجد قمع آخر يسمى «راست» وهو موصول بالحلقة (وعاء الفحم) من أعلى وبالحامل (القاعدة) من اسفل. تلك الثلاثة أجزاء: وعاء الفحم والراست والقاعدة يشكلان نحو 1/5 ارتفاع الفرن. فإذا كان ارتفاع الفرن بالكامل 30 متر فإن وعاء الفحم والراست يكون ارتفاعهما نحو 6 متر والقاعدة أو «الحامل» نحو 6 متر. وبالباقي العلوي للفرن نحو 18 متر.
تتكون بنية الفرن العالي عادة من الحديد وتحوطها منصات وأعمدة جديدية تستخدم للتشغيل والتركيبات وهي تحمل أجهزة مساعدة ولتصويل المواد إلى أعلى وأجزة لجمع الغازات المتكونة على القمة، وعلاوة على ذلك فهي تحمل الفرن من الخارج. ويمكن تقسيم تلك الحوامل حول الفرن إلى نوعين:
في الأفران العالية القديمة والأفران الأمريكية فهي تحتوي على حلقة حاملة عن مستوي حلقة الفحم وتكون متكئة على أعمدة. بحيث تقوم بحمل الجزء العلوي من الفرن وقمة الفرن. ولكن بسبب الأعمدة السفلية المحيطة تجعل مكان مخرج الحديد المنصهر (بزل الحديد) ضيقا. ولهذا فيتبع في الأفران الحديثة النوع الثاني.
طور هذا النوع الثاني في ألمانيا وهو نوع يسمى «الفرن الواقف مستقلا». وفيه يتكون الفرن العالي من الحديد المقوى المحصن تجعله يحمل نفسه، وتحيطه المنصات اللازمة لحمل الأجهزة المساعدة ومتصلة به مباشرة. ومن ضمنها أنبوب كومبنساتور متصل بقمة الفرن.
يبلغ الارتفاع الكلي لتلك المنشأة نحو 90 متر، ويبلغ قطر حامل القاعدة نحو 15 متر وتبلغ سعته نحو 4.800 متر مكعب.. أكبر الأفران العالية تبلغ سعتها 6000 متر مكعب ويوجد في مصنع حديد وصلب «جوانجيانج» التابع لشركة «بوسكو» POSCO بكوبيا الجنوبية.
توجد في الجزء «السفلي للراست» فتحة البزل وهي تسد بسدادة من السيراميك، ومنها يمكن إخراج الحديد المنصهر (حديد غفل) وكذلك إخراج حبث الحديد. كما توجد فتجة في قاع الفرن لتفريغ «الغبار» عقبل بدء عملية شحن جديدة للفرن.
وتوجد نفاثات أنابيب الهواء الساخن بين «الراست» والحامل (القاعدة) وتمتد إليها الأنابيب الآتية من مسخنات الهواء لضخ الهواء الساخن في الفرن.
|                                             |                 |              |                       |                    |
| المكان والزمن                               | الفرن قطر d متر | ارتفاع H متر | السعة الفعالة بالمتر3 | القدرة طن في اليوم |
| 1) فرن لافح من عام 1861                     | 0,9             | 15,3         | 64                    | 25                 |
| 2) فرن عالي، ألمانيا من عام 1930            | 4,5             | 20,0         | 425                   | 450                |
| 3) فرن عالي، ألمانيا عام 1961               | 6,5             | 24,0         | 900                   | 1.200              |
| 4) فرن عالي، أنانيا عام 1959                | 9,0             | 26,1         | 1.424                 | > 2.000            |
| 5) فرن عالي سوفييتي عام 1960                | 9,8             | 29,4         | 1.763                 | 4.000              |
| 6) فرن عالي ياباني من عام 1968              | 11,2            | 31,5         | 2.255                 | 6.000              |
| 7) الفرن العالي الكبير، ألمانيا عام 1971/72 | 14,0            | 36,7         | 4.100                 | ≈ 10.000           |

## التفاعلات الكيميائية أثناء الاختزال

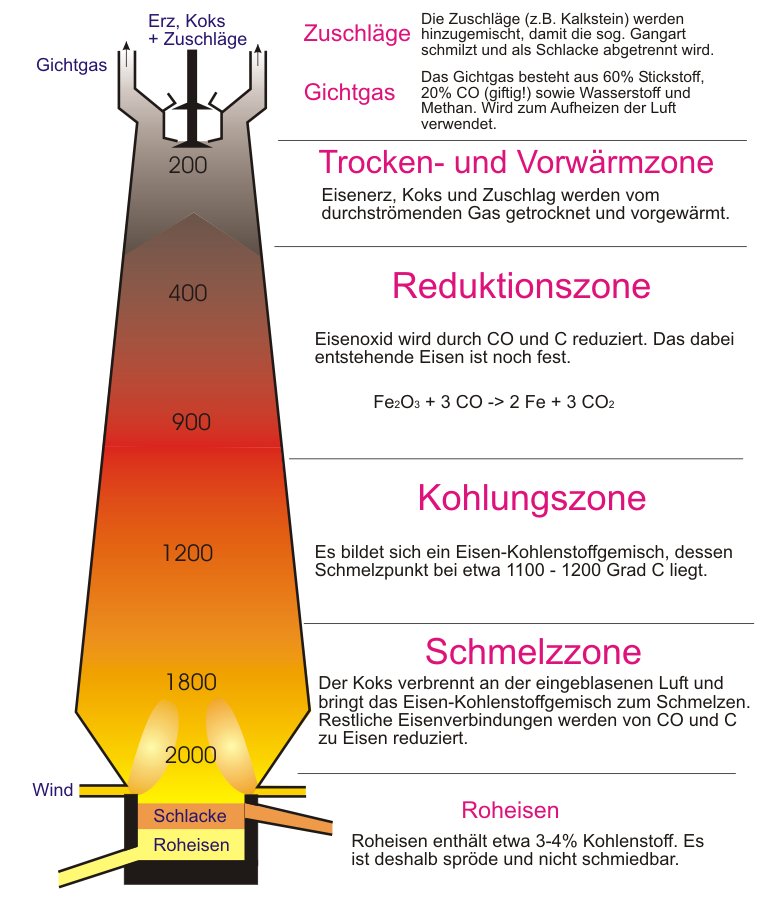
Schema zum Hochofenprozess

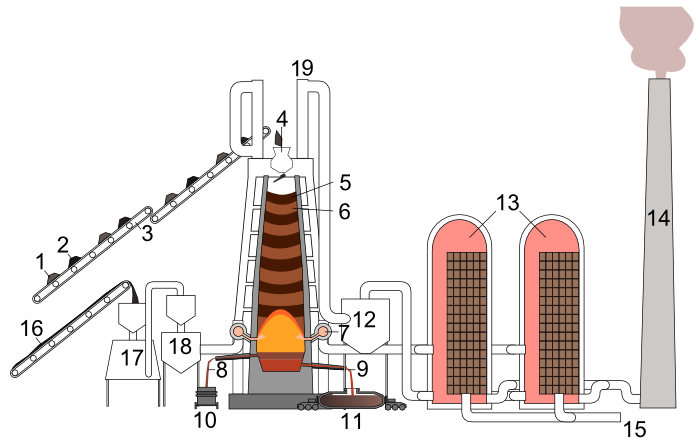
الفرن العالي في مصنع الحديد والصلب
1. خام الحديد + وحجر جيري
2. فحم كوك
3.سير رافع
4. مدخل المواد
5. طبقة من الكوكcoke
6. طبقة من خام الحديد أو الحجر الجيري
7. المشاعل(نحو 1200 °C)
8. ازالة الخبث
9. بزل الحديد المنصهر
10. وعاء الخبث
11. عربة لحمل الحديد المنصهر
12. فصل الغبار وحبيبات
13. أفران للهواء الساخن
14. مخرج الدخان من المدخنة(CCS)
15: التغذية بالهواء (مسخنات الهواء الابتدائية)
16. مسحوق الفحم
17. فرن الكوك
18. الكوك
19. مخرج غازات الفرن

تجري في الفرن الافح تفاعلات مختلفة في نفس الوقت عبر عددة مراحل يتحول فيها خام الحديد إلى الحديد المختزل وأجزاء لا تختزل تخرج مع الخبث.
ولكي يبدأ اختزال خام الحديد فلا بد من ايجاد غازات الاختزال أولا. وهذا يتم في قاع الفرن باحتراق الكربون الموجود في الكوك (الفحم الحجري) بالأكسجين.
التفاعل {\displaystyle \mathrm {\ C+O_{2}\longrightarrow CO_{2}} }
ينتج من تفاعل الكربون مع الأكسجين حرارة شديدة (تفاعل ناشر للحرارة)، Exothermal reaction ، وتبلغ الحرارة الناتجة منه 394,4 كيلو جول/مول، فتبلغ درجة حرارة الفرن عند مستوي نفاثات الهواء الساخن بين 1800 - 2000 درجة مئوية، وقد تبلغ 2200 درجة عند استخدام أضافي للأكسجين.
يحدث تفاعلان مباشرة يحتاجان حرارة تفاعل ماص للحرارة Endothermal reaction فتنخفض درجة الحرارة نسبيا ثم تعود وتعلى إلى 1600 - 1800 درجة مئوية.
ويحدث توازن بودوارد {\displaystyle \mathrm {\ CO_{2}+C\rightleftharpoons 2CO} },
وهو تفاعل يتوازن فيه معدل تفاعل ثاني أكسيد ألكربون مع الكربون لإنتاج أول أكسيد الكربون والتفاعل العكسي، معدل تفاعل أول أكسيد الكربون مع نفسه لتكوين ثاني أكسيد الكربون وكربون. هذا التفاعل المتوازن يحتاج درجة حرارة 1000 درجة على الأقل، وهو يستهلك حرارة نحو 172,45 kJ/mol.
كما يحدث في نفس الوقت انشقاقا لبخار الماء الموجود في الغاز الساخن تحت تلك درجات الحرارة العالية:
{\displaystyle \mathrm {\ H_{2}O+C\longrightarrow H_{2}+CO} }
وهذا يستهلك أيضا من الحرارة كمية 131,4 كيلو جول/مول إضافيا.
وتصعد الغازات القابلة للتفاعل أول أكسيد الكربون والهيدروجين القابلة للتفاعل مع أكاسيد الحديد (خام الحديد) واختزاله خلال الموادالخام إلى أعلى الفرن.
ونظرا لما يتم في هذا الفرن: كوك وخام الحديد ومواد إضافية تسقط من أعلى يقابلها غازات مختزلة شديدة الحرارة من أسفل - فإن هذا الفرن يسمى أيضا «مفاعل التيارات المتعاكسة».
في المنطقة حيث تكون درجة الحرارة بين 400 و900 درجة يجري تفاعل يسمى «اختزال غير مباشر».
وتتفاعل أكاسيد الحديد المختلفة على ثلاثة مراحل مع أول أكسيد الكربون وبالتالي الهيدروجين، ومن خلال تلك التفاعلات تنتزع الغازات المختزلة الأكسجين من خام الحديد ويهبط إلى القاع الحديد المنصهر خالي من الأكسجين ولكن به جزء من الكربون الذائب فيه (نحو 5و2 %).
| تفاعل مع أول أكسيد الكربون (CO)                                                       | تفاعل مع الهيدروجين (H2)                                                                 |
| ------------------------------------------------------------------------------------- | ---------------------------------------------------------------------------------------- |
| {\displaystyle \mathrm {\ 3\ Fe_{2}O_{3}+CO\longrightarrow \ 2\ Fe_{3}O_{4}+CO_{2}} } | {\displaystyle \mathrm {\ 3\ Fe_{2}O_{3}+H_{2}\longrightarrow \ 2\ Fe_{3}O_{4}+H_{2}O} } |
| من أكسيد الحديد الشاذنج Hämatit ينتج أكسيد الحديد الأسودMagnetit الأغنى بالحديد.      |                                                                                          |
| {\displaystyle \mathrm {Fe_{3}O_{4}+CO\longrightarrow \ 3\ FeO+CO_{2}} }              | {\displaystyle \mathrm {Fe_{3}O_{4}+H_{2}\longrightarrow \ 3\ FeO+H_{2}O} }              |
| من أكسيد الحديد الأسود ينتح حديد "وستيت" Wüstit.                                      |                                                                                          |
| {\displaystyle \mathrm {FeO+CO\longrightarrow Fe+CO_{2}} }                            | {\displaystyle \mathrm {FeO+H_{2}\longrightarrow Fe+H_{2}O} }                            |
| من الوستيت ينتج فلز الحديد الذي يتجمع في قاع الفرن.                                   |                                                                                          |

طالما بقي ثاني أكسيد الكربون الناتج (CO2) عند درجة حرارة 1000 °C فهو يتحول من خلال توازن بودوارد إلى أول أكسيد الكربون الذي يقوم باختزال أكاسيد الحديد. ويجرى الاختزال بالهيدروجين عند درجة حرارة 800 درجة مئوية. ووجود نسبة من الهيدروجين بنسبة 10% فقط تكفي لتسريع تفاعل الاختزال ثلاثة مرات، ولكن تلك السرعة تنخفض مع زيادة درجة الحرارة.
في نفس الوقت يجب أن لا يتخطى حبيبات الحديد الخام حدا معينا لكي يستطيع الهيدروجين الساخن أن يمر فيما بينها.
تتم عند درجة حرارة بين 900 إلى 1600
nbsp;°C تفاعل اختزال مباشر مع الكربون:
{\displaystyle \mathrm {1)\ 3\ Fe_{2}O_{3}+C\longrightarrow 2\ Fe_{3}O_{4}+CO} }
{\displaystyle \mathrm {2)\ Fe_{3}O_{4}+C\longrightarrow 3\ FeO+CO} }
{\displaystyle \mathrm {3)\ FeO+C\longrightarrow Fe+CO} }
كذلك تختزل المواد المرافقة للحديد الخام من منجنيز وسيليكون وفسفور أثناء العملية وتستهلك جزءا من الطاقة الحرارية:
{\displaystyle \mathrm {1)\ MnO+C\longrightarrow Mn+CO} }
{\displaystyle \mathrm {2)\ SiO_{2}+2C\longrightarrow Si+2CO} }
{\displaystyle \mathrm {3)\ P_{2}O_{5}+5C\longrightarrow 2P+5CO} }

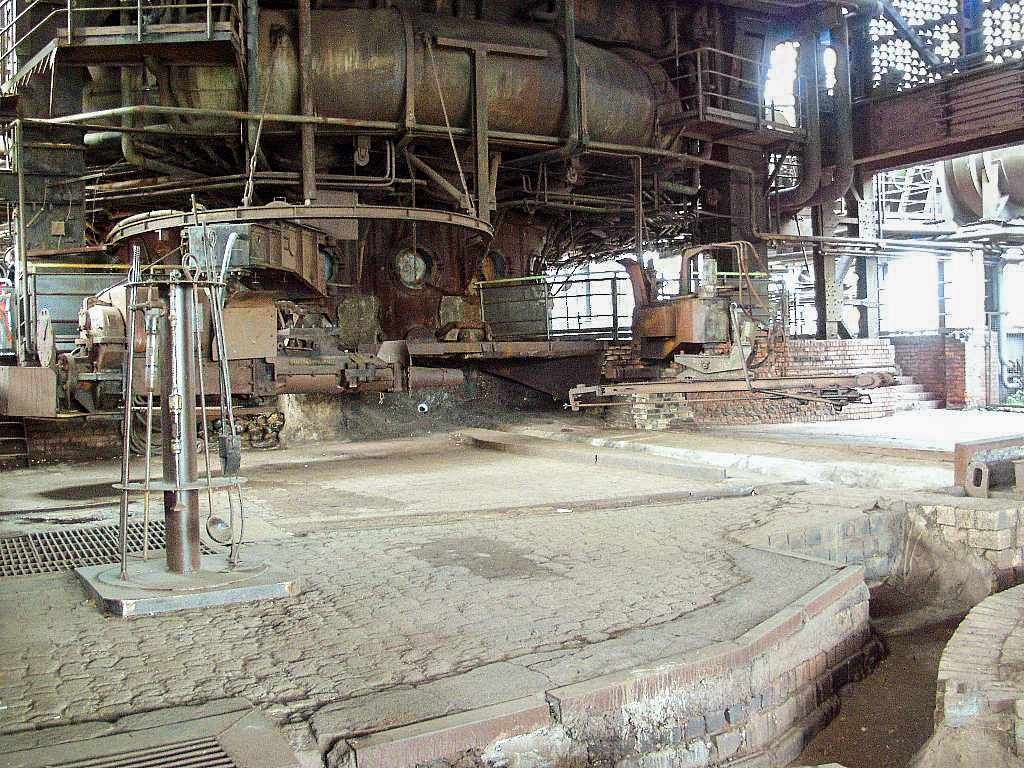
عند قاعدة الفرن وفيها فتحة البزل ، وآلة ثقب الفتحة ، وآلة السد ، وجزء من مجرى الحديد المنصهر الناتج.

في نفس الوقت يمتص الحديد المختزل في المنطقة الحرارية بين 1100 إلى 1200 °C كربونا من الكوك المشتعل مباشرة أو من غاز أول أكسيد الكربون:
{\displaystyle \mathrm {1)\ 3\ Fe+C\longrightarrow 2\ Fe_{3}C} }
{\displaystyle \mathrm {2)\ 3\ Fe+2CO\longrightarrow Fe_{3}C+CO_{2}} }
احتواء الحديد على الكربون تخفض من نقطة انصهاره من 1538 °C (للحديد النقي) إلى ما بين 1300 إلى 1400 °C (نقطة انصهار السمنتيت [Zementit, [ Fe3C الذي يحتوي على كربون بنسبة 4,3 %)، نقطة انصهاره: 1147 °C.

## منتجات الفرن العالي

### الحديد الغفل

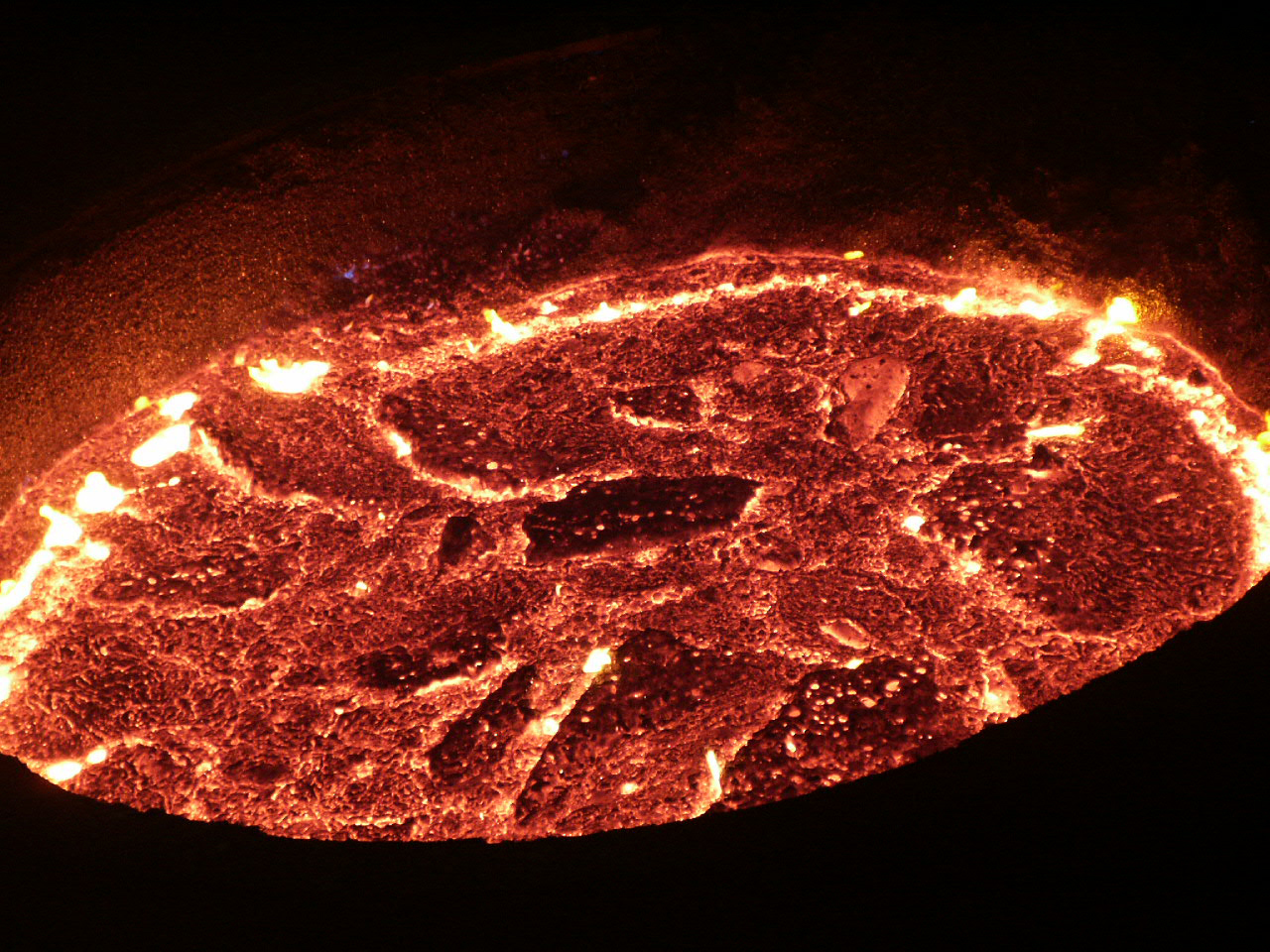
حديد غفل منصهر

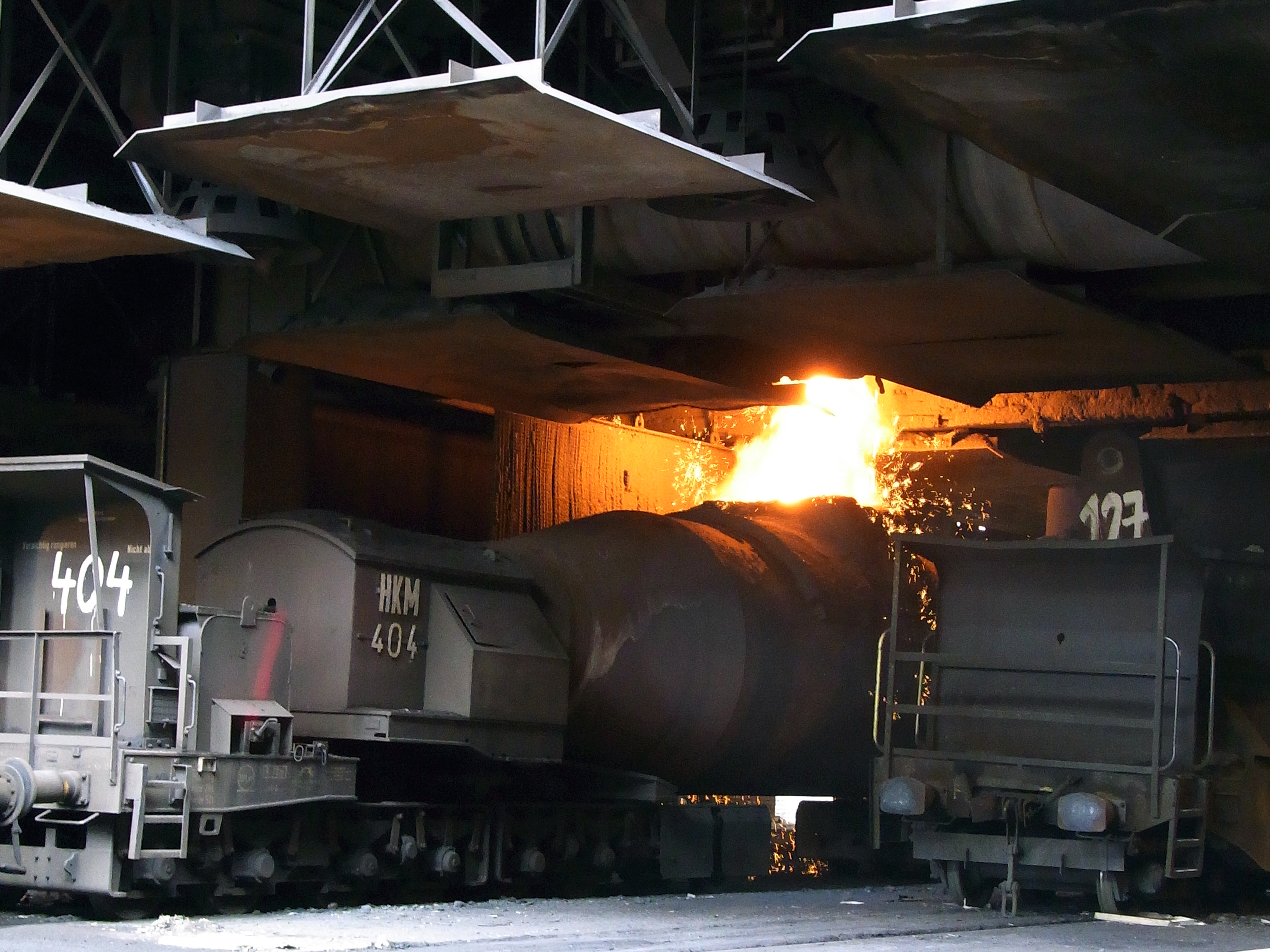
تفريغ الحديد الغفل في عربات تجري على قضبان لنقلها إلى ورشة أو مصنع آخر لإنتاج الصلب.

الغرض من تشغيل الفرن العالي التشغيل الأمثل هو إنتاج حديد بجودة عالية، تكون كميات الشوائب فيه قليلة ولا يحتوي على نسبة كبيرة من الكربون يكتسبها أثناء الإنتاج .
ويسمى الحديد الناتج «حديد غفل» عندما تكون سبيكته تحتوي على نسبة من الكربون أعلى من 2% وكميات من معادن أخرى نسبها على الأكثر
منجنيز ≤ 30 %, سيليكون ≤ 8 %, فسفور ≤ 3 % وكروم ≤ 10 %.
وأن تكون نسبة مواد أخرى 10 % على الأكثر. للتأكد من الجودة تؤخذ من كل «بزل» (إنتاج) عينة تحلل كيميائيا .
تنتج 9 من كل 10 افران لافحة ما يسمى «الحديد الأبيض» أو «الصلب الأبيض» ويكون فيه الكربون مرتبطا في شكل كربيد الحديد أو كربيد المنجنيز ويبدو شق انكساره ابيضا فضيا . هذا الحديد الأبيض ينقل من الفرن العالي بواسطة عربات حديدية وأوعية إلى ورشة مجاورة أو تخزن على شكل كتل مستطيلة أو حبيبات صغيرة قطر 2 - 16 مليمتر .
من الحديد الأبيض ينتج الحديد الصلب، حيث ينقل الحديد الأبيض في عرباته إلى ورشة اللافح الحراري أو «طباخ الصلب». وفيه يبث غاز الأكسجين عليه للتخلص من شوائبه الغير مرغوب فيها وعلى الأخص الكربون الزائد. تلك الشوائب تترك الصلب المنصهر إما كغازات مثل أكسيد الكبريت وثاني أكسيد الكربون أو تنعزل عنه في هيئة خبث (سليكات الكالسيون وسيليكات المنجنيز أو فوسفات الكالسيوم وفوسفات المنجنيز).
وأما العشر الباقي من الافران العالية فهو ينتج ما يسمى "الحديد الرمادي، أو "الحديد الزهر " الذي يوجد فيه الكربون غير مرتبط في هيئة جرافيت بلوري . هذا النوع من الحديد يبدي شق انكساره لونا رمادي غامق .
يستخدم الحديد الرمادي لإنتاج أنواع متعددة من الحديد الزهر منها حديد زهر بشرائح جرافيت أو حديد زهر متكور الجرافيت
أو مصبوب الصلب . كما تخصصت بعض الورش في إنتاج أنواع أخرى من الحديد الغفل مثل الحديد المنجنيزي
Ferromangan أو الحديد السليلكوني Ferrosilicium .
.

### الخبث
يتكون الخبث الناتج من الفرن العالي من:
38–41 % أكسيد الكالسيوم (CaO),
7–10 % أكسيد المغنيسيوم (MgO),
34–36 % ثنائي أكسيد السيليكون (SiO2),
10–12 % أكسيد الألمونيوم (Al2O3),
1,0–1,5 % كبريت (S),
1,0 % أكسيد التيتانيوم (TiO2),
0,16–0,2 % أكسيد الحديد (أكسيد الحديد الثنائي)
وأكاسيد وسلفيدات أخرى .
ويستطيع المحنكون من عمال الحديد والصلب معرفة «محتويات» الخبث بواسطة علقة منه على قضيب، فإذا كانت العلقة قصيرة فيكون الخبث «قلوي» ويحتوي على CaO : SiO2 > 1,0.
وإذا كانت العلقة طويلة فهي «حمضية» وفيها نسبة
CaO : SiO2 < 1,0.
وإذا كان للخبث دور في عملية الفرن مثل مانصاص شوائب الكوك أو امتصاص الكبريت من الحديد الغفل وان تكون حاجزا في القاع يمنه تسر الحرارة، فهو يجمع بعد البزل وبحسب نوعيته ومكوناته يمكن إعادته كمادة اولية إلى الفرن .
ينتج من الخبث ما يسمى «رمل الفرن» و«أحجار الفرن»، كما يمكن استخدامه في رصف الطرق وفي صناعة الأسمنت .

### غاز الفرن العالي
يخرج غاز الفرن اللافح عند قمة الفرن عند درجة حرارة بين 150 و200 درجة مئوية، وهو يحتوي على
22–24 % ثاني أكسيد الكربون (CO2), و 18–21 % أول أكسيد الكربون (CO), و 52–59 % نيتروجين (N2), 1–3 % هيدروجين (H2) وبخار ماء وقليل من الميثان
وهو يستخدم كمصدر للطاقة لتسخين أبراج الهواء وكغاز لتسخين ورشة الدرفلة والغلايات وغرفة الكوك، وعلاوة على ذلك في شبكة تدفئة المدينة وكمادة دافعة في المحركات الغازية.
ينتج الفرن العالي من 1500 إلى 2000 متر مكعب من الغاز يتراوح محتواها الحراري بين 3150 إلى 3570 كيلو جول/متر المكعب .
وعن طريق خلطه بالغاز الطبيعي فيمكن رفع سعته الحرارية إلى 4500 كيلوجول/متر المكعب .
كما ينتج من إنتاج كل طن حديد نفل نحو 25 كيلوجرام من غبار الفرن العالي مما يمثل نحو 20-30 جرام/ متر مكعب من غاز الفرن العالي.

## اقرأ أيضا
- فرن القوس الكهربي
- فرن أكسجين قاعدي
- طريقة بسمر
- فرن الحديد الخالص
- فرن قائم